# Allergie aux acariens
 Mise en garde médicale
L'allergie aux acariens est une allergie causée par certains acariens de maison.

## Acariens responsables
Parmi les 50 000 espèces d'acariens, seules quelques-unes sont responsables des allergies. Les genres Dermatophagoides et Euroglyphus sont les plus répandus dans l'environnement domestique. On compte également Blomia tropicalis, Acarus siro, Tyrophagus putrescentiae. 
Deux milligrammes d'acariens par gramme de poussière peuvent suffire pour provoquer une réaction allergique et 10 milligrammes par gramme de poussière peuvent causer une crise d’asthme.

## Épidémiologie
Des études ont montré que la fraction attribuable chez l'adulte était de 30 % pour une sensibilisation aux acariens de la poussière. Prises en considération, cela pourrait signifier que quelque 1,2 milliard de personnes pourraient avoir une certaine forme de sensibilisation chronique aux acariens en 2004.

## Symptômes
Les allergies aux acariens se manifestent tout au long de l'année (pérenniale). Cependant, certaines périodes de l'année sont plus propices aux acariens. Au début de l'automne, les habitats sont moins aérés, gardant l'humidité ambiante, et le chauffage maintient la chaleur, favorisant ainsi la prolifération des acariens.
La rhinite allergique pérenniale se manifeste lorsque les allergènes entrent en contact avec la zone ORL. Les symptômes typiques de la rhinite allergique sont des éternuements en salve, un écoulement nasal clair et une obstruction nasale plus ou moins importante. Souvent associé à une conjonctivite avec un larmoiement plus ou moins important, des rougeurs et des picotements. Certains symptômes sont particulièrement visibles à l'heure du réveil, notamment des éternuements, une démangeaison du nez et du palais... 
Les allergènes produits par les acariens sont parmi les déclencheurs les plus courants de l'asthme allergique, qui se caractérise par des difficultés respiratoires avec une sensation d'oppression thoracique, une respiration sifflante et une toux sèche. Il s'agit de la forme d'asthme la plus grave à court terme, le degré de réaction bronchique pouvant être particulièrement important et parfois mortel. Cette forme d'asthme peut évoluer en asthme chronique, notamment si l'exposition à l'allergène est constante et de longue durée.
Plus rarement, un eczéma atopique ou une dermatite atopique peuvent se manifester. Des rougeurs et des démangeaisons au niveau du cuir chevelu, du visage et des plis de flexion des membres.

## Causes

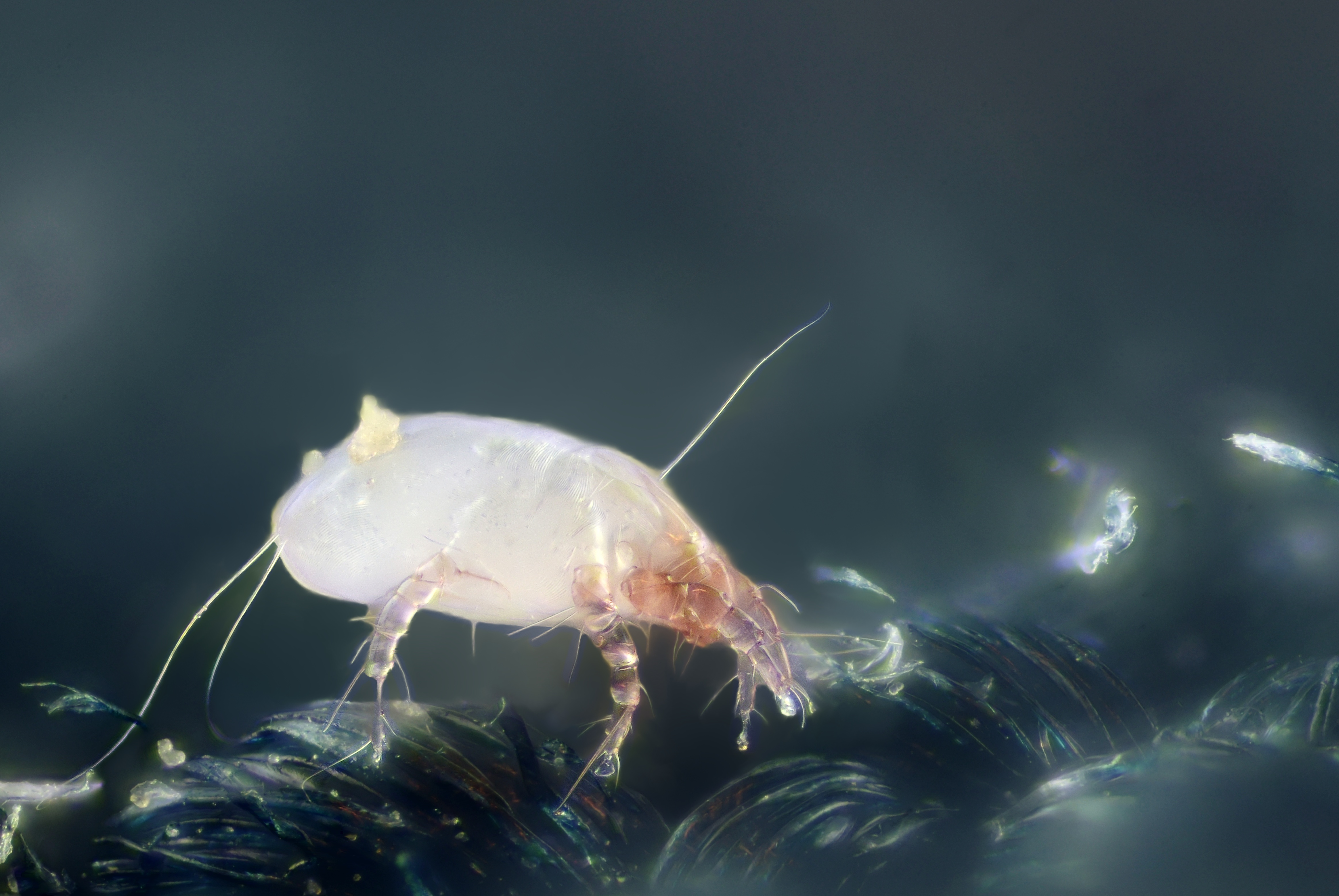
Dermatophagoides pteronyssinus apprécie les milieux chauds et humides comme la literie.

Il y a au moins quinze allergènes d'acariens qui sont subdivisés en groupes. Les groupes allergènes 1 et 2 sont les plus problématiques : 
Le groupe 1 comprend des protéines avec une activité catalytique : par exemple, « Der p 1 » (Dermatophagoides pteronyssinus groupe 1) est un allergène de type protéase à cystéine, comme son homologue américain « Der f 1 » (Dermatophagoides farinae groupe 1). 
Le groupe 2 contient des protéines importantes pour les acariens. Les protéines des autres groupes affectent seulement quelques patients. La majorité de ces allergène sont des enzymes digestives retrouvées dans les pelotes fécales des acariens dont la taille est de 20 μm, ce qui explique leur implication dans les allergies respiratoires hautes et basses,.
L'allergie se produit parce que le système immunitaire des individus allergiques affectés, pour des raisons encore mal comprises, interprète une substance normalement inoffensive comme un agent pathogène et commence à produire un type d'anticorps contre elle, appelée immunoglobuline E (IgE). C'est ce qu'on appelle la « réponse anticorps primaire ». Les IgE produites au cours de cette réponse se lient à des granulocytes basophiles dans le sang et à un type similaire de cellules appelées mastocytes dans les tissus. Lorsque la personne rencontre à nouveau l'allergène, les basophiles et les mastocytes qui ont lié à l'histamine communiqué IgE, les prostaglandines et leucotriènes, ce qui provoque une inflammation des tissus environnants, entraînant des symptômes allergiques.

## Traitements
À l'heure actuelle, la meilleure forme de traitement pour les allergies aux acariens est d'éviter les acariens et leurs allergènes, combiné à des médicaments comme les antihistaminiques, corticoïdes ou Salbutamol.

### Traitement symptomatique et prévention

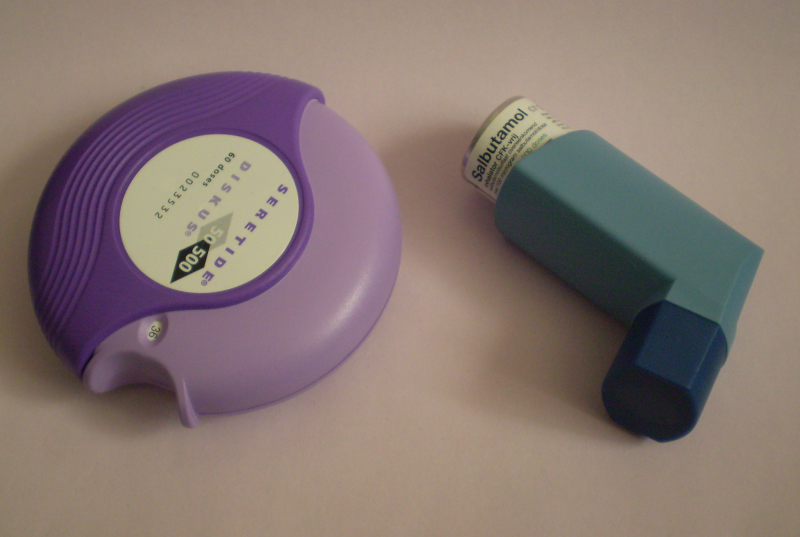
Le Salbutamol et le Sérétide traitent l'asthme.

La plupart des traitements s’appuient sur l'atténuation des symptômes, notamment avec des antihistaminiques, des corticoïdes ou le Salbutamol. Les médicaments les plus couramment prescrits pour traiter l'asthme incluent le Ventolin et le Sérétide. Des collyres comme le Cromedil (cromoglicate de sodium) et Zalerg soulagent les symptômes de la conjonctivite allergique.
La réduction des allergènes dans l'environnement domestiques est une partie essentielle de la gestion des symptômes de l'allergie aux acariens.
L'environnement de la literie est optimal pour la plupart des acariens, et des études comparatives ont montré que la densité des acariens dans les matelas est en moyenne plus grande de 2 500 par gramme de poussière. Le nettoyage des lits avec la plupart des aspirateurs ne supprime pas les acariens allergènes, mais accroît plutôt leur volatilité et les disperse. Pour être efficaces, ils doivent être munis d'un filtre adéquat (filtre HEPA). La literie doit aussi être perméable à l'air et être capable de résister à des lavages fréquents. La composition de la literie importe peu puisque les acariens prolifèrent partout (dans les composants synthétiques ou naturels c'est-à-dire d'origine pétrochimique, végétale ou animale). 
Les acariens prolifèrent à une température idéale qui se situe entre 23 et 25 °C. Une mesure efficace de lutte contre les acariens est d'abaisser la température de la chambre à 16 °C voire 18°. L'hygrométrie est importante pour les acariens car il leur faut la présence de moisissures pour assimiler les squames humaines. Une mesure efficace de réduction de l’humidité intérieure est l'aération de la chambre à coucher. 
Les particules de peau morte ne peuvent pas pénétrer dans les lits à eau, qui peuvent être périodiquement nettoyés avec un chiffon et du produit pour vinyle. La couverture du matelas peut être régulièrement lavée. Les acariens ne vivent pas à une altitude supérieure à 1 200 mètres.
Parmi les mesures peu efficaces, il y a l'utilisation d'un purificateur d'air car les allergènes d’acariens sont denses et ne restent donc pas en suspension dans l'air. Il y a aussi l'utilisation de peinture antiacarien car les acariens ne vivent pas sur les murs.

### Traitement curatif
De nouvelles méthodes pour essayer de traiter l'allergie aux acariens impliquent l'immunothérapie. Une innocuité et la tolérabilité d'essais cliniques (phase IIa) ont été achevées avec des résultats positifs utilisant une immunothérapie (CYT003-QbG10) pour le traitement des acariens par allergies déclenchées. La société biopharmaceutique française Stallergenes développe, via le programme Stalair, des traitements de désensibilisation sublinguale de l'allergie aux acariens.

## Allergies croisées
Parmi les différents allergènes des acariens, on retrouve l'un d'eux, la protéine tropomyosine, dans certains aliments, comme les crevettes, la langouste, les escargots... Certaines personnes peuvent donc faire une réaction allergique par allergie croisée en ingérant ces aliments.